# Баскетбол на летней Универсиаде 2007
Баскетбольный турнир на летней Универсиаде 2007 проходил в Бангкоке (Таиланд) с 7 по 18 августа 2007 года. Соревнования проводились среди мужских и женских сборных команд.
Чемпионами Универсиады стали мужская сборная Литвы и женская сборная Австралии.

## Распределение наград
| Место | Страна    | Золото | Серебро | Бронза | Всего |
| ----- | --------- | ------ | ------- | ------ | ----- |
| 1     | Австралия | 1      | 0       | 0      | 1     |
| 1     | Литва     | 1      | 0       | 0      | 1     |
| 3     | Россия    | 0      | 1       | 0      | 1     |
| 3     | Сербия    | 0      | 1       | 0      | 1     |
| 5     | Польша    | 0      | 0       | 1      | 1     |
| 5     | Канада    | 0      | 0       | 1      | 1     |

## Медалисты
|         | Золото | Серебро  | Бронза |
| Мужчины | Литва - Роландас Алиевас - Михаил Анисимов - Степанос Бабраускас - Вытенис Ясикявичюс - Мантас Калниетис - Антанас Каваляускас - Гидриус Куртинайтис - Йонас Мачюлис - Мариус Прекевичус - Дариус Шилинскис - Юстас Синица - Валдас Василюс - Тренер — Миндаугас Лукошюс | Сербия · | Канада · Росс Беккеринг · Тристан Блэквуд · Тео Дэвид · Уильям Галик · Гарри Галлимор · Джош Гибсон-Баскомб · Нейл МакДональд · Джейми МакНейлли · J.P. Morin · Скотт Моррисон · Макс Паулюс-Госселин · Джево Шепперд · Тренер — Крис О'Рурк |
| Женщины | Австралия · Ева Афики · Джессика Фоли · Натали Хёрст · Лорен Кинг · Шантелла Перера · Саманта Ричардс · Мелисса Смит · Таня Смит · Лаура Томас · Рахель Уоррен · Келли Уилсон · Джорджия Вудярд · Тренер — Карри Граф                                                    | Россия · | Польша · |